# Tartigny
Tartigny is een gemeente in het Franse departement Oise (regio Hauts-de-France) en telt 242 inwoners (2004). De plaats maakt deel uit van het arrondissement Clermont.

## Geografie
De oppervlakte van Tartigny bedraagt 7,0 km², de bevolkingsdichtheid is 34,6 inwoners per km².
De onderstaande kaart toont de ligging van Tartigny met de belangrijkste infrastructuur en aangrenzende gemeenten.

## Demografie
Onderstaande figuur toont het verloop van het inwonertal (bron: INSEE-tellingen).